# Torri ÏCE
Le torri ÏCE formano un complesso di due grattacieli residenziali a Toronto, nell'Ontario, in Canada.
La più alta tra le due torri (la ÏCE II) è il nono grattacielo più alto di Toronto e il dodicesimo grattacielo più alto del Canada.

## Storia
La ÏCE I venne completata nel 2014, mentre la ÏCE II nel 2015.